# Brusen (distrikt i Bulgarien, Vratsa)
Brusen (bulgariska: Брусен) är ett distrikt i Bulgarien.   Det ligger i kommunen Obsjtina Mezdra och regionen Vratsa, i den västra delen av landet, 60 km nordost om huvudstaden Sofia.
I omgivningarna runt Brusen växer i huvudsak lövfällande lövskog. Runt Brusen är det ganska glesbefolkat, med 23 invånare per kvadratkilometer.